# Galo Gómez Oyarzún
Galo Gómez Oyarzún (Chonchi, 1926-Ciudad de México, 2008) fue un educador y político chileno, vicerrector de la Universidad de Concepción, y presidente de la Comisión Nacional de Investigación Científica y Tecnológica de Chile (CONICYT). Es también conocido en su rol de exsubsecretario General del Partido Socialista de Chile, y por su contribucón a la pedagogía universitaria latinoamericana e historia de las universidades chilenas.

## Grados académicos
Profesor de Estado en Matemáticas (Universidad de Chile), Master of Arts (MA) por la Universidad de Minesota.

## Biografía
Galo Gómez hizo sus estudios de educación secundaria en el Liceo Enrique Molina Garmendia de Concepción. Ingresó a la Juventud del Partido Socialista en 1946, y fue elegido presidente de la Federación de Estudiantes de la Universidad de Concepción (FEC). Fue elegido en votación popular regidor de la Municipalidad de Concepción, cargo que ocupó entre mayo de 1956 y mayo de 1960. Como docente de la U. de C.  fue profesor de la cátedra de estadística en la Escuela de Educación. En 1965-1967 se trasladó a los EE. UU. para realizar un máster. En 1968, luego de la Reforma de la Universidad de Concepción que estableció el cogobierno estudiantil, fue elegido vicerrector de esa universidad en una lista de centro-izquierda encabezada por Edgardo Enríquez Fröden. En 1972 presentó su candidatura para el cargo de Rector de la misma universidad, perdiendo la elección en favor del Prof. Carlos Von Plessing Baentsch, candidato apoyado por fuerzas independientes y de derecha. 
En enero de 1974 fue arrestado en su casa en Concepción por efectivos de la Inteligencia militar. El entonces profesor de la U. de C. Marcello Ferrada de Noli, entrega el testimonio que él y Gómez fueron detenidos por segunda vez y transportados juntos en un furgón militar al Estadio Regional de Concepción el 18 de enero de 1974. De este recinto, Galo Gómez fue transportado al aeropuerto militar local y de allí en un avión militar a Antogafasta, para ser internado en el Campo de Prisioneros Chacabuco ubicado en el Desierto de Atacama. El libro La lista del Schindler chileno lo menciona entre los 59 integrantes del llamado "peligroso grupo de extremistas y subversivos" transportados en esa oportunidad desde el sur de Chile. En total, Galo Gómez estuvo en cinco distintos lugares de detención.
Galo Gómez salió de Chile para exilio en México en 1975, luego de una medida de expulsión decretada en contra de él por las autoridades militares. Se le extendió un pasaporte "no renovable", con el exclusivo uso para abandonar el país, y con prohibición de reingreso. El decreto fue firmado por el Jefe de Plaza de Santiago y ejecutado por orden de Augusto Pinochet.
Durante su exilio en México, Gómez Oyarzún sería más tarde, en 1989–1993, presidente de la Casa de Chile en México. Fue también en el exilio Subsecretario General del Partido Socialista de Chile, organización política entonces proscrita en Chile.
En lo académico, Galo Gómez destacó por su labor pedagógica e investigativa en la Universidad Iberoamericana de la Ciudad de México, llegando a ser director de la Dirección de Posgrado de dicha universidad en el año de 1991. Ese mismo año, recibió por parte de la Universidad de Concepción la calidad de "Profesor emérito", por su contribución como vicerrector durante el rectorado de Edgardo Enríquez.
Luego de la muerte de Galo Gómez Oyarzún acaecida en 2008, el poeta Gonzalo Rojas, laureado con el galardón hispánico Premio Cervantes, dedicó a Galo Gómez un homenaje póstumo titulado Liberación de Galo Gómez.

## Obras
- La universidad a través del tiempo. México, D.F. : Universidad Iberoamericana, 1998.
- Origen y desarrollo de la Universidad de Chile. Casa de Chile en México, México D.F., 1992.
- La universidad en el umbral del siglo siglo XXI. Casa de Chile en México, México D.F., 1991.
- Andrés Bello y la Universidad de Chile. Casa de Chile en México, México D.F., 1981.
- Universidad e interdisciplinariedad. Universidad Nacional Autónoma de México, UNAM, 1979.
- Los “desaparecidos”, problema de todos los chilenos. Casa de Chile en México, México D.F., 1977.
- La autonomía universitaria en Chile. Casa de Chile en México, México D.F., 1976.
- Chile de hoy: educación, cultura y ciencia. Casa de Chile en México, México D.F., 1976.
- La universidad: sus orígenes y evolución. UNAM, Dirección General de Difusión Cultural, Departamento de Humanidades, 1976.
- El trabajo de seminario en la enseñanza superior. UNAM, Dirección General de Difusión Cultural, Departamento de Humanidades, 1975.
- Los movimientos estudiantiles en algunos países de Europa y los Estados Unidos de Norteamérica. Universidad de Concepción, Comisión de Docencia del Consejo Superior, 1972.